# Incontinence urinaire
Pour les articles homonymes, voir Incontinence.
 Mise en garde médicale
L'incontinence urinaire se définit par une perte accidentelle ou involontaire d'urine par l’urètre. Cette affection touche aussi bien les hommes que les femmes, et l’origine est souvent multifactorielle.

## Épidémiologie
La prévalence de ce trouble représente environ 3 millions de personnes en France en 2007 et 1,5 million au Canada en 1998. Elle est particulièrement fréquente chez la personne âgée, touchant près de 15 % des personnes de plus de 85 ans. Ce problème touche un peu plus d'une femme adulte  sur quatre et une femme âgée sur trois avec une probable sous estimation de ces chiffres. Il est plus rare chez l'homme.
La prise en charge de l'incontinence féminine a coûté 234 millions de dollars aux États-Unis en 1998, valeur qui tend à croître. Ce symptôme a une incidence sur la qualité de vie. Il peut être associé, en particulier, avec un dysfonctionnement sexuel chez la femme ; cependant, les preuves d'autres effets indésirables, notamment la dépression, l'anxiété, une qualité de vie médiocre, une mortalité plus élevée, des chutes, des escarres, le diabète, l'arthrite, l'incontinence fécale et la fragilité, sont faibles.

## Mécanismes
La continence urinaire nécessite un plancher pelvien fonctionnant correctement (muscles du périnée), une intégrité des sphincters (muscle à la base de l'urètre) et des commandes nerveuses agissant sur ceux-ci et sur le détrusor (muscle de la paroi de la vessie dont la contraction aboutit à sa vidange). Toute altération de l'une de ces structures peut conduire à l'incontinence.

## Formes et manifestations
On distingue classiquement plusieurs formes d’incontinence urinaire :
- L'incontinence urinaire d’effort, caractérisée par une fuite involontaire d’urine par l'urètre (le méat urétral), survenant à l’occasion d’un effort physique, à la toux et aux éternuements. Il s’agit d’une fuite en jet, peu abondante, survenue brutale au moment d’un effort, le plus souvent en position debout, sans sensation de besoin préalable.
- L’incontinence urinaire par urgences mictionnelles, caractérisée par une fuite involontaire d’urine, accompagnée ou immédiatement précédée d’un besoin urgent et irrépressible d’uriner aboutissant à une miction ne pouvant être différée et retenue. La terminologie d’incontinence par impériosités, incontinence par hyperactivité vésicale ou urgenturie peut aussi être utilisée.
- L'incontinence urinaire par regorgement, caractérisant une vidange incomplète de la vessie, observée notamment en cas d'affection de la prostate.
- L'incontinence fonctionnelle survenant chez les personnes ne présentant pas de dysfonctionnement de l'appareil urinaire, mais présentant un déficit psychomoteur responsable de l'incontinence. Ce déficit peut donc être moteur (par exemple difficulté ou incapacité à se déplacer) ou psychique (ex: maladie d'Alzheimer).
- L'incontinence urinaire permanente ou totale, caractérisée par une perte d'urine permanente et continue sans ressentir préalablement le besoin d'uriner et survenant indépendamment de tout effort physique. (Les causes sont en général une altération du sphincter de la vessie, de l'urètre, ou et de leurs commandes nerveuses.) [9]
- L’incontinence urinaire mixte combine les deux types d’incontinence prédéfinie.

L'énurésie nocturne, qui n'est généralement pas considérée comme relevant de l'incontinence, se manifeste notamment chez l'enfant par des mictions involontaires survenant la nuit.
L'évaluation de la gravité du symptôme est subjective. Elle peut être aidée par un certain nombre de questionnaires standardisés ou par la tenue d'un « journal des mictions » où sont mentionnées ces dernières et les « accidents ».
L'incontinence urinaire peut devenir un réflexe conditionné, appelé « syndrome de la clé dans la porte » (ou « syndrome de la porte de garage » aux États-Unis).

## Conséquences
Outre la gêne occasionnée, l'incontinence urinaire peut avoir des répercussions psychologiques (anxiété, dépression) et sociales (repli sur soi, peur de s'écarter du domicile...).
La perte d'urine peut provoquer une irritation de la peau en regard.

## Facteurs favorisants
L'incontinence urinaire peut être favorisée par l'âge, l'anxiété, l'obésité, des troubles neurologiques, une infection (cystite), un prolapsus, un antécédent familial, ou encore un relâchement sphinctérien ou des muscles du plancher pelvien des suites d'une chirurgie abdominale ou d'un accouchement par voie naturelle par exemple. L'hystérectomie augmente très sensiblement le risque d'incontinence.
Une chirurgie d'ablation large de la prostate (prostatectomie) peut se compliquer d'incontinence.
Le tabagisme et l'abus de caféine semblent prédisposants.

## Diagnostic
Il est fait essentiellement par l'interrogatoire du patient. Une seconde étape est d'établir le calendrier mictionnel (fréquence et volume des mictions) et de réaliser un examen physique. Des examens complémentaires peuvent être réalisés : échographie de la vessie, cystoscopie, ECBU, Pad test...
Dans certains cas, une exploration urodynamique peut être proposée. Cette dernière consiste, entre autres, en la mesure de l'évolution des pressions dans la vessie et le rectum après certains stimuli, tentant de reproduire les fuites urinaires.

## Prise en charge

### Mesures générales
La lutte contre les facteurs favorisants est proposée systématiquement : perte de poids si obésité, traitement d'une constipation si les efforts de poussées semblent provocatrices, arrêt du tabac et diminution de la caféine…

### Mesures palliatives

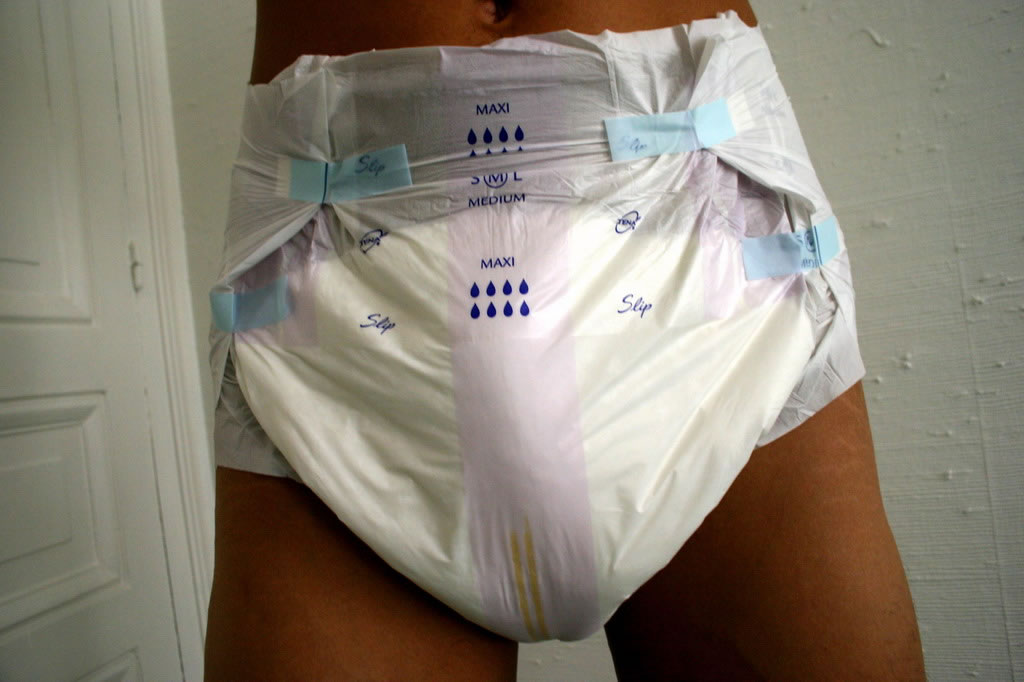
Une personne adulte portant un change complet.

L'utilisation de protections (lingettes absorbantes, couches anatomiques, changes complets (langes) et pince pénienne, peut s'avérer utile voire nécessaire.
L’étui pénien est proposé pour la prise en charge de l’incontinence urinaire masculine. Il est déroulé sur le pénis comme un préservatif. Il est autoadhésif et a un embout relié à une poche pour recueillir les urines. Ces poches peuvent être vidées si nécessaire et se maintiennent sur le mollet ou la cuisse à l’aide de filets ou d’attaches de jambe spécifiques. Les hommes peuvent aussi utiliser des dispositifs variés d'occlusion de l'urètre pénien, tels que des pinces péniennes.

### Rééducation
Une rééducation périnéale, par entraînement des muscles périnéaux (exercices de Kegel, cônes vaginaux) est proposée en première intention en cas d'incontinence d'effort, avec une efficacité démontrée chez les femmes de moins de 50 ans. L'utilisation de boules de Geisha adaptées en fonction de la tonicité du périnée est également très efficace.
La stimulation électrique transcutanée du nerf tibial postérieur permet d'améliorer l'hyperactivité vésicale chez l'adulte, l'enfant ou la personne âgée, que cette hyperactivité soit d'origine neurologique(Sclérose en plaques, maladie de Parkinson ou lésion du système nerveux), d'origine idiopathique (syndrome urgenturie-pollakurie), ou liée à un syndrome dysurique non-obstructif. Cette technique, non invasive, consiste à appliquer deux électrodes auto-collantes sur le mollet et peut être appliquée en première intention chez les patients jeunes (enfants) ou les personnes âgées (plus fragiles) qui ne peuvent pas toujours être opérées ou qui sont déjà trop médicamentées.

### Médicaments
Les médicaments parasympatholytiques ou anticholinergiques sont indiqués pour l'hyperactivité vésicale.
La duloxétine, un inhibiteur de la recapture de la sérotonine-noradrénaline, a une certaine efficacité dans l'incontinence d'effort ou de stress.

### Chirurgie
Dans les cas rebelles et invalidants, une chirurgie peut être proposée. Il s'agit de la pose de bandelettes périnéales (ou bandelettes sous-urétrales), un dispositif médical en treillis de polypropylène qui est implanté dans le vagin pour soutenir le canal de l'urètre. Si une majorité de patientes se dit satisfaite de ce type de chirurgie, chez un nombre significatif d'entre elles — de 6 à 20 % selon les estimations — le dispositif entraine à terme des douleurs intenses et des complications qu'il est impossible de résoudre, la pose du dispositif étant quasiment définitive : en effet, la bande de polypropylène est très rapidement — en moins de 15 jours — enchâssée dans la muqueuse, et son retrait chirurgical est très complexe, voire dans certains cas impossible,. La prise en charge en France des patientes victimes de complications graves est d'une efficacité restant à démontrer. Un cas d'euthanasie devant le caractère insupportable des douleurs engendré par l'utilisation d'un tel treillis pour renforcer un périnée a été rapporté,. La France a interdit l'implantation par voie vaginale de ces treillis pour lutter contre les  prolapsus, , il reste autorisé pour les incontinences à l'effort, sa pratique ayant été encadrée en 2020. En février 2024, une centaine de femmes a porté plainte pour les deux cas d'utilisation.

## Prévention
Après un accouchement, le risque d'incontinence urinaire chez la parturiente est plus important que dans la population générale. La rééducation du périnée à visée préventive réalisée pendant la grossesse ou après l'accouchement diminue la fréquence des fuites urinaires en fin de grossesse et 3 à 6 mois après l'accouchement.

### Ressources documentaires
- François Haab, Rapport sur le thème de l'incontinence urinaire, Ministère français de la Santé et des Solidarités, avril 2007, 62 p., PDF (lire en ligne)